# Laubieriellus salzi
Laubieriellus salzi är en ringmaskart som först beskrevs av Laubier 1970.  Laubieriellus salzi ingår i släktet Laubieriellus och familjen Spionidae. Inga underarter finns listade i Catalogue of Life.